# Lambton Harbour
Lambton Harbour im Stadtgebiet von Wellington ist Teil des Naturhafens Wellington Harbour auf der Nordinsel von Neuseeland.

## Geographie
Der Lambton Harbour befindet sich östlich des Stadtzentrums von Wellington und liegt damit im westlichen Teil des Wellington Harbour. Das Hafengebiet hat eine Ausdehnung von rund 1,2 km × 1,2 km, besitzt eine Küstenlänge von rund 5 km und weist eine Wassertiefe zwischen 8,3 m und 17,4 m auf, zur südlichen Uferpromenade hin entsprechend abflachend.

## Geschichte
Als die ersten Siedler Anfang 1840 über die New Zealand Company nach Wellington kamen, ankerten ihre Schiffe noch in der Bucht von Petone, am nördlichen Ende des Wellington Harbour, der seinerzeit noch Port Nicholson genannt wurde. Doch die Ankerplätze lagen im Flachwasserbereich, und das Siedlungsgebiet von Petone lag im sumpfigen Gelände, das zudem schnell überflutet werden konnte. So suchten die Siedler nach geeigneteren Plätzen und zogen im April 1840 in die Gegend des heutigen Lambdon Harbour. Dort war das Wasser tiefer, und die Ankerplätze waren besser vor Winden geschützt. Damit war die Grundlage des heutigen Hafengebietes gelegt.
Mit der Umstellung des Gütertransports mittels Container in den 1970er Jahren verlagerten sich die Umschlagplätze nördlich außerhalb des Lambton Harbour, der seit dieser Zeit mehr und mehr in einem Mix von öffentlicher und privaten Nutzung übergeht.

## Fotogalerie

Lambton Harbour
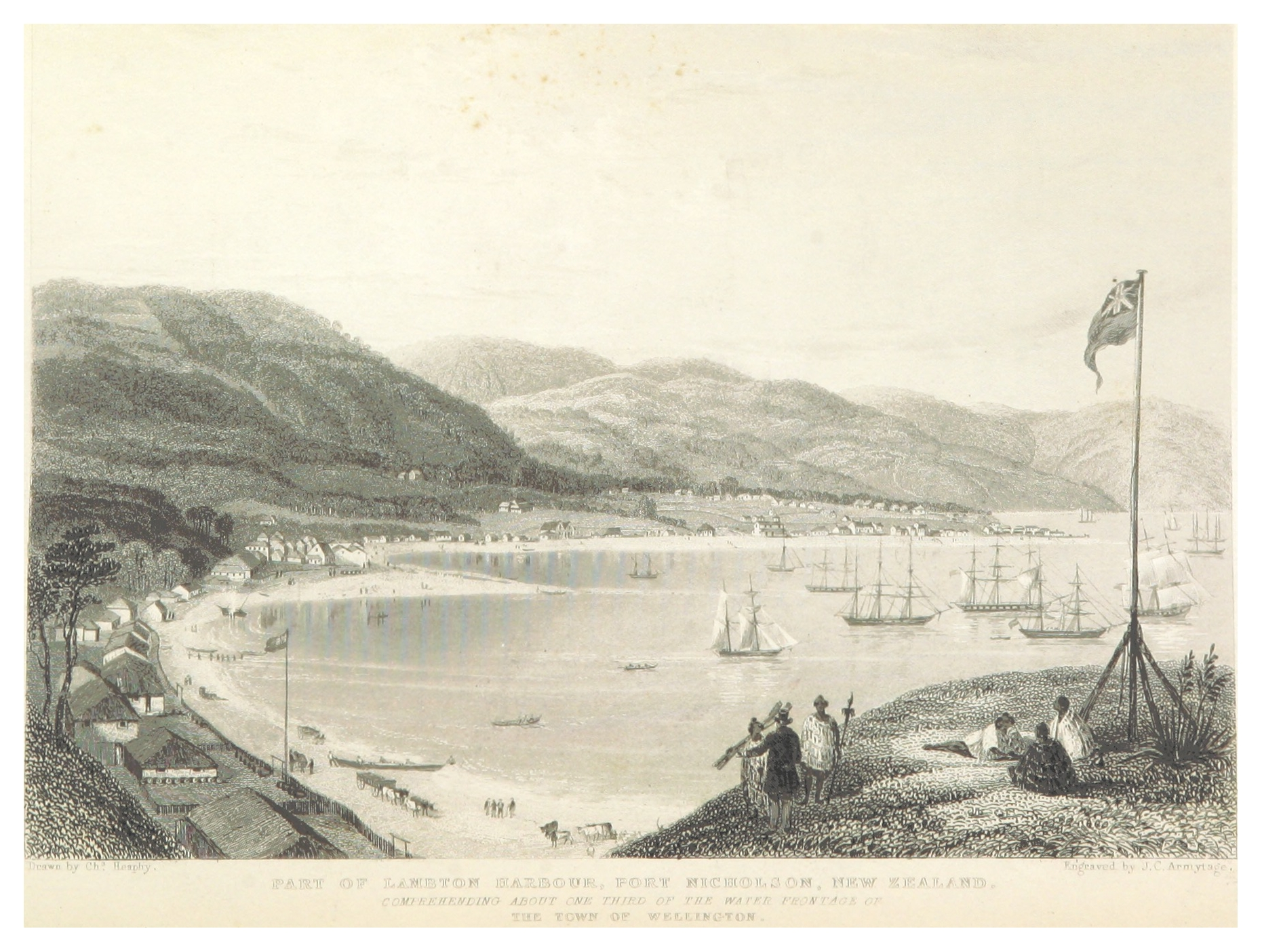
Illustration des Lambton Harbour aus dem Jahr 1842
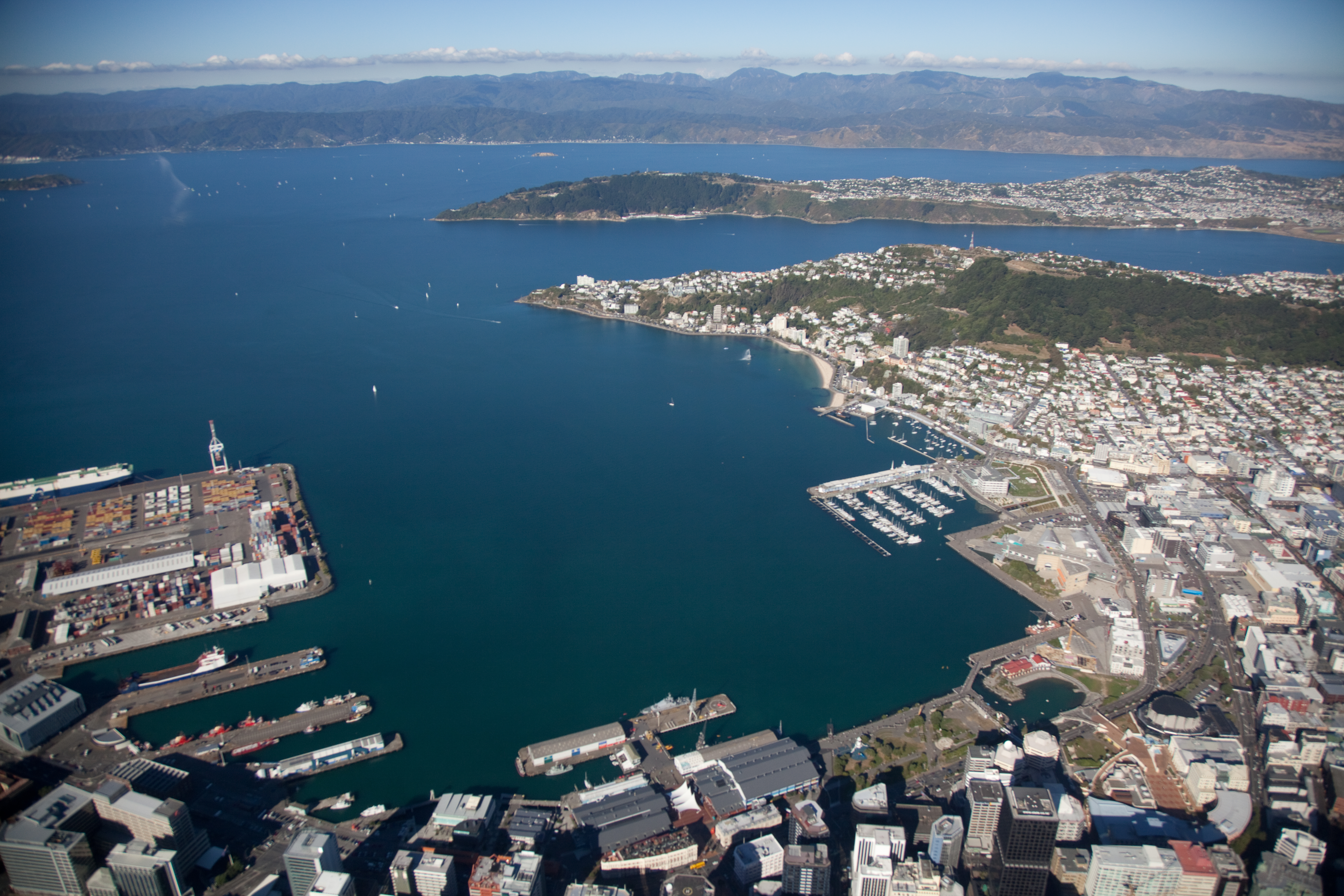
Lambton Harbour mit Blick in den Wellington Harbour hinein
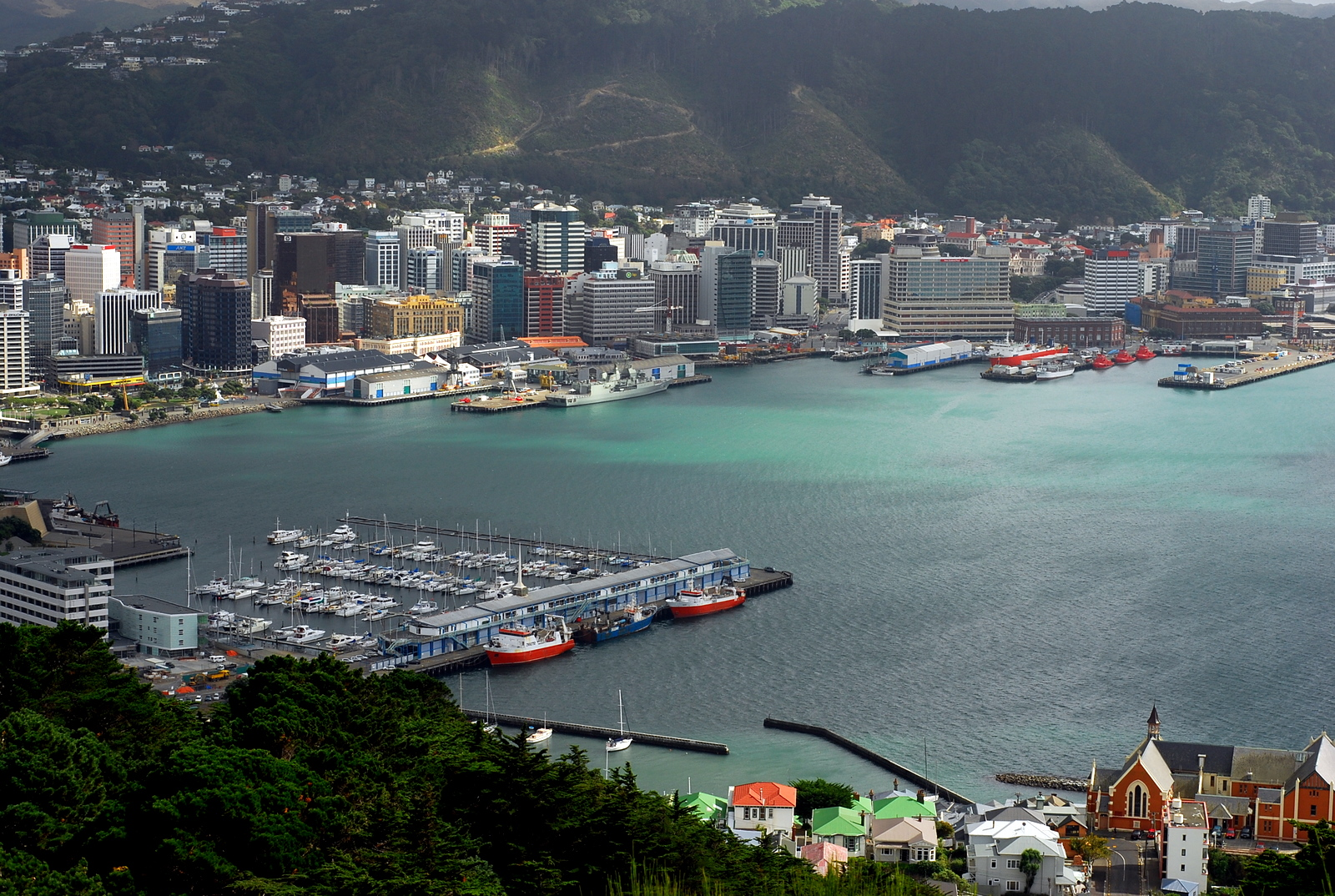
Lambton Harbour mit Blick auf Wellington City